# Знаме на Европа
Европейското знаме се състои от кръг от дванадесет златни звезди на син фон.
Въпреки че това знаме обикновено се свързва с Европейския съюз (ЕС), първоначално то е използвано от Съвета на Европа (СЕ) и е предназначено да представя Европа като цяло, а не някоя определена организация като ЕС или СЕ.
Знамето е избрано от Съвета на Европа на 8 декември 1954 г. Европейската общност (ЕО) го приема на 26 май 1986 г. Европейският съюз, който наследява ЕО, също приема знамето още при създаването си с договора от Маастрихт през 1992 г. Оттогава употребата на знамето се контролира съвместно от ЕС и Съвета на Европа.
Знамето се появява на всички евро банкноти, а звездите – на евро монетите.
Броят звезди на знамето е точно определен на 12 и не е свързан с броя на страните – членки на ЕС. През 1953 г. Съветът на Европа има 15 члена; предлага се бъдещото знаме да има по звезда за всеки член и да не се променя при бъдещи членове. ФРГ възразява, тъй като един от членовете е оспорваната провинция Саарланд и наличието на нейна собствена звезда би означавало независимост на областта. По същата причина Франция възразява срещу четиринадесет звезди, тъй като това би означавало поглъщане на Саарланд от Германия. Според легендата, италианският делегат тогава възразил, че числото тринадесет носи нещастие, а и освен това на ранните знамена на Съединените щати има същия брой звезди. Накрая звездите стават 12 – число без политически подтекст и значение на съвършенство и завършеност. Знамето остава непроменено независимо от промяната на страните-членки в ЕС.
Въпреки твърдението, че знамето е новосъздадено, подобни знамена, като това на ЕС има и в миналото. Като пример може да се посочи българска таксидиотска кутия от Македония с 12 звезди на тъмносин фон.

## История
Знамето на Европа е прието на 25 октомври 1955 г. от Парламентарната асамблея на Съвета на Европа. То е предложено и за знаме на Европейската общност с резолюция на Европейския парламент от април 1983 г., в която той постановява, че знамето на Европа от 1955 г. следва да бъде прието за знаме на Общността. През 1985 г. Европейският съвет одобрява предложението на Парламента и след одобрението на Съвета на Европа, институциите на Общността въвеждат европейското знаме като знаме на Европейския съюз от началото на 1986 г.

## Символика
Европейското знаме и емблема представлява както Съвета на Европа, така и Европейския съюз. То в най-голяма степен символ на обединена Европа и на европейската идентичност. Кръгът от златни звезди символизира солидарността и хармонията между европейските народи. Броят на звездите не е свързан с броя на държавите членки, а числото 12 е символ на съвършенство, пълнота и единство.

## Дизайн
Според графичните указания за изобразяване на европейските символи на Съвета на Европа и Европейската комисия, знамето на Европа е правоъгълно платнище с отношение 2:3, като на небесносин фон 12 златни звезди образуват кръг. Центърът на кръга е пресечната точка на диагоналите на правоъгълника. Радиусът на тази окръжност е равен на1/3 от височината на вертикала. Всяка от петолъчните звезди е вписана в неочертана окръжност с радиус 1/18 от височината на вертикала. Всички звезди са изправени, тоест – с един насочен нагоре вертикален връх и два върха в права линия, перпендикулярна на дръжката на знамето. Звездите са разположени както часовите знаци на циферблата на часовник. Техният брой не се променя.
Цветовете на знамето са определени както следва:
| Цвят | Официален цветови модел | RGB цветови модел | HEX цветови модел |
| ---- | ----------------------- | ----------------- | ----------------- |
|      | PANTONE REFLEX BLUE     | (0, 51, 153)      | #003399           |
|      | PANTONE YELLOW          | (255, 204, 0)     | #FFCC00           |
|      |                         | (0, 0, 0)         | #                 |
|      |                         | (0, 0, 0)         | #                 |
|      |                         | (0, 0, 0)         | #                 |
|      |                         | (0, 0, 0)         | #                 |

### Обичайни грешки
- Това знаме (или отделните звезди на него) е наопаки.
- Звездите са извъртени. Всички звезди трябва да са насочени по един и същ начин, с два от лъчите си надолу и един – нагоре.
- Звездите са на грешни места – трябва да са разположени също като часовете на часовника.